# Ileana (prenume)
Ileana este un prenume feminin, derivat din Elena. 

## Variante
Diminutivele sale sunt: Leana, Lenuța.

## Statistici
În anul 2013, în România 122.285 de femei se numeau Ileana. De asemenea, 64.690 se numeau Lenuța, 4.099 - Leana și 1.467 - Nuți.